# Kwetsbaarheid-stressmodel
Het kwetsbaarheid-stressmodel, ook kortweg kwetsbaarheidsmodel genoemd, is een overkoepelend model dat aangeeft welke factoren een rol spelen bij het uitbreken van een bepaalde psychische stoornis. Het model gaat ervan uit dat het individu enerzijds een kwetsbaarheid (in het Engels vulnerability of diathesis) in zich draagt en dat anderzijds omgevingsfactoren (stressbronnen) een rol spelen. De kwetsbaarheid is de aanleg voor de stoornis. Het kwetsbaarheid-stressmodel werd oorspronkelijk ontwikkeld als verklaring voor het ontstaan van psychotische episodes bij schizofrenie.

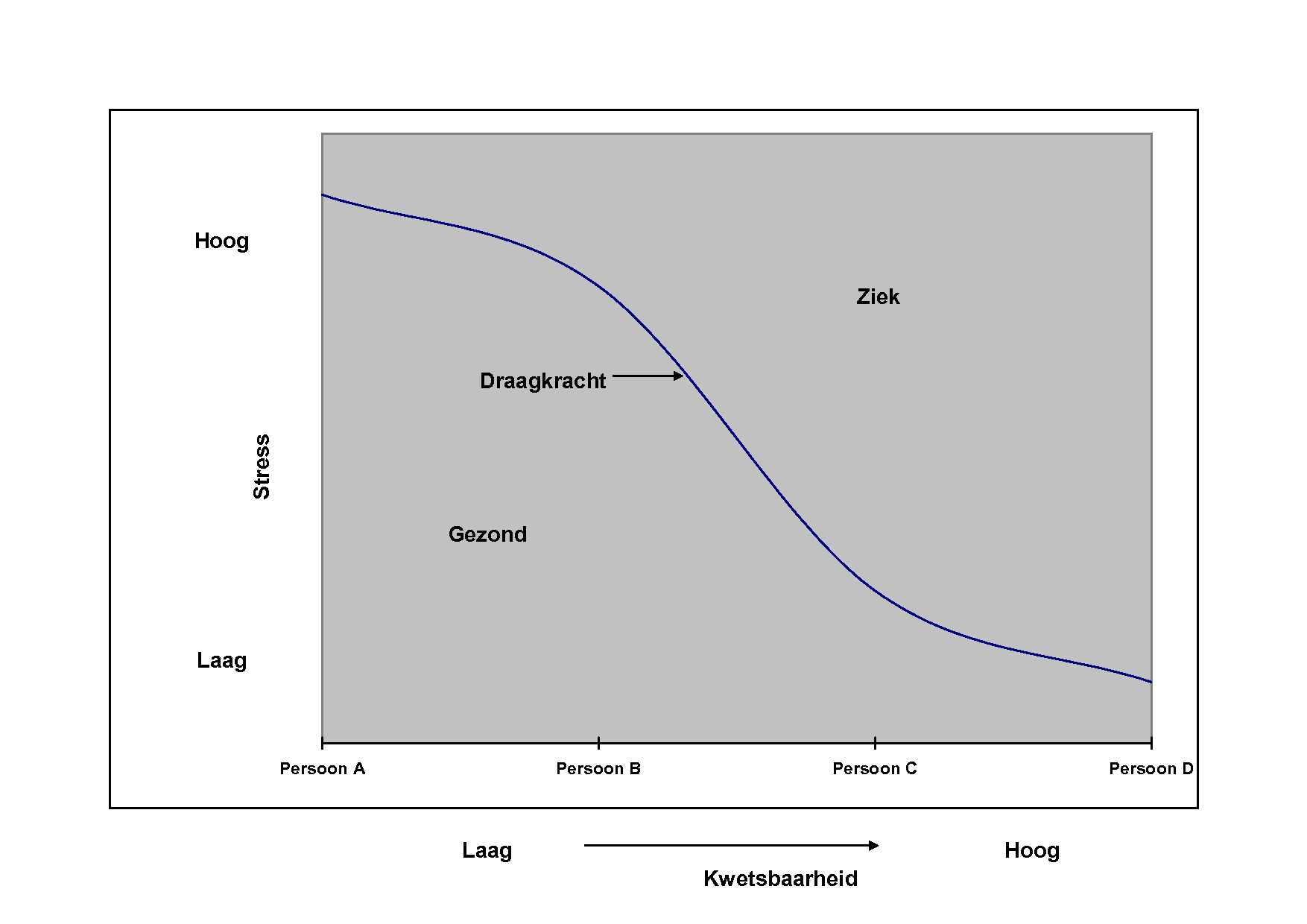
Kwetsbaarheid-stressmodel

## Evolutie van het model
Reeds lang was er sprake van aanleg voor schizofrenie, maar de eerste uitdrukkelijke en omvattende beschrijving van het kwetsbaarheid-stressmodel werd in 1977 geformuleerd door Joseph Zubin en Bonnie Spring. Zij stellen dat iedereen een zekere kwetsbaarheid in zich draagt (zie figuur). Onder bepaalde omstandigheden zal dit zich uiten in een episode waarin de psychose tot uiting komt. In de figuur is persoon D het meest kwetsbaar (minste draagkracht) en persoon A het minst kwetsbaar. Zelfs bij lage stress zal voor persoon D de drempel snel overschreden worden en zal hij ziektesymptomen gaan vertonen, terwijl persoon A zowat alle stress aankan. Bij de kwetsbaarheid onderscheiden zij twee componenten: aangeboren kwetsbaarheid en verworven kwetsbaarheid. Aangeboren kwetsbaarheid is genetisch bepaald. De verworven kwetsbaarheid is een gevolg van trauma's, ziekten, familiale ervaringen, ... Bij de stress - Zubin en Spring spreken van challengers - onderscheiden ze inwendige of endogene bronnen en uitwendige of exogene bronnen. Endogene bronnen zijn biochemische of neurofysiologische gebeurtenissen, samenhangend met bijvoorbeeld lichamelijke ontwikkeling, inname van toxische producten of ondervoeding. Exogene bronnen zijn allerlei stresserende levensgebeurtenissen zoals rouw, promotie, huwelijk, scheiding. Hun model integreert deze factoren. Het artikel van Zubin en Spring gaf de aanzet tot verdere ontwikkeling van het kwetsbaarheid-stressmodel. Het meest bekend zijn de uitwerkingen van Keith Nuechterlein en Michael Dawson. Zij concretiseerden doorheen de jaren de kwetsbaarheidsfactoren en de omgevingsstressoren, om uiteindelijk te komen tot een model met volgende componenten:
- Individuele kwetsbaarheidsfactoren:
  - Dopaminerge dysfuncties
  - Verminderde informatieverwerkingscapaciteiten
  - Autonome hyperreactiviteit
  - Schizotypisch persoonlijkheidskenmerken
- Individuele beschermende factoren:
  - Coping en zelfeffectiviteit (self-efficacy)
  - Antipsychotische medicatie
- Omgevingsstressoren
  - Hoge expressed emotion
  - Overstimulerende sociale omgeving
  - Stresserende levensgebeurtenissen
- Beschermende omgevingsfactoren
  - Effectieve familiale probleemoplossing
  - Steunende psychosociale interventies

Een interactie tussen deze vier componenten kan leiden tot een prodromale fase (door Zubin en Spring een episode van coping breakdown genoemd) met een overbelasting van de informatieverwerkingscapaciteit, een tonische autonome hyperactivatie en beperkingen in het verwerken van sociale stimuli. Bij blijvende overbelasting kan dit leiden tot een psychotische episode.
Kwetsbaarheid-stressmodellen gaan in essentie over draagkracht en draaglast. Er werden enkele metaforen ontwikkeld om dit te verduidelijken.

## Metaforen

### Touw met gewicht
Stresserende gebeurtenissen zetten druk op het aanpassingsvermogen van een individu. Zubin en Spring beschrijven in dit verband de metafoor van een touw dat aan het plafond hangt en waaraan een gewicht is bevestigd (p. 110). Afhankelijk van het aanpassingsvermogen of de draagkracht van het touw kan het op vier manieren reageren op het gewicht (draaglast):
1. Het touw kan onveranderd blijven, maar kan eventueel wel warmte produceren;
2. Het touw kan tijdelijk uitrekken, maar terug de oorspronkelijke lengte aannemen als het gewicht wordt weggenomen;
3. Het touw kan blijvend uitgerekt worden;
4. Het touw kan breken.

Naar analogie hiermee kan een individu verschillend reageren op stress, met al dan niet blijvende veranderingen of schade als gevolg.

### Balkmetafoor
Recenter werd vanuit het kwetsbaarheid-stressmodel door het Psychiatrisch Ziekenhuis Heilig Hart te Ieper de balkmetafoor ontwikkeld. Ook de psycho-educatieve InFoP-brochure werkt met deze metafoor. Het individu wordt voorgesteld als een balk die een zekere draagkracht bezit. Bij mensen met een verhoogde kwetsbaarheid voor psychose zit er een wier, een grote gevoelige plek in de balk. Dit maakt de balk breekbaar. De draaglast voor de balk kan stress van binnen zijn (inwendige spanning, piekeren, emoties, gezondheidsproblemen, ...) of stress die van buitenuit op de balk drukt (studeren, relaties, werk, ...).

## Huidige stand van zaken
Het kwetsbaarheid-stressmodel is tegenwoordig haast een vanzelfsprekendheid geworden. De meeste werken over schizofrenie vermelden het, zij het vaak zonder er nog uitgebreid op in te gaan. Ook de meeste psycho-educatieve pakketten, brochures en websites rond psychose vermelden het. Intussen is ook duidelijk dat ernstige stresserende levensgebeurtenissen slechts een zeer beperkte rol spelen in het uitbreken van een psychose. Mensen met een verhoogde kwetsbaarheid reageren vaak al sterk op kleine gebeurtenissen. Anderzijds is evenzeer duidelijk dat de factor expressed emotion een erg belangrijke factor is.

## Kwetsbaarheid-stressmodel versus oorzaken
Het kwetsbaarheid-stressmodel wordt een hogere-orde model van schizofrenie genoemd. Dit wil zeggen dat het diverse specifieke verklaringsmodellen of concretere factoren integreert. Het is echter geen oorzakelijk model. Het kwetsbaarheids-stressmodel biedt een verklaring voor het uitbreken en soms weer verdwijnen en terugkeren van schizofrene of psychotische episodes bij personen. De stress (ook bijvoorbeeld de expressed emotion) is echter geen oorzaak van schizofrenie. De eigenlijke oorzaken zijn de factoren die de kwetsbaarheid bepalen.

## Kwetsbaarheid versus een psychotische episode
Verhoogde kwetsbaarheid voor schizofrenie hebben, is niet hetzelfde als psychotisch zijn. Mensen met verhoogde kwetsbaarheid kunnen psychosevrij blijven als de stress laag blijft en als ze voldoende beschermende factoren hebben. Pas als dit niet meer het geval is, kan een echte psychotische episode uitbreken met de kenmerkende symptomen en beperkingen op vlak van sociaal functioneren, studies, werk, ...

## Meten van de kwetsbaarheid
In het verlengde van het ontwikkelen van het kwetsbaarheid-stressmodel wordt met het oog op preventie getracht de kwetsbaarheid van individuen te meten en in kaart te brengen, eventueel nog vóór het uitbreken van een eerste psychotische episode. Men gaat op zoek naar kwetsbaarheidsindicatoren of vulnerability markers. Dit kunnen onder meer genetische kenmerken zijn, maar ook kenmerken op hersenscans, oogbewegingen of cognitieve kenmerken (zoals resultaten op de Continuous Performance Test, een aandachtsproef). Vooralsnog blijft het eigenlijk onmogelijk om vooraf de kwetsbaarheidskenmerken van een individu met voldoende zekerheid vast te stellen.

## Belang van het kwetsbaarheid-stressmodel
Het kwetsbaarheid-stressmodel biedt in de eerste plaats een verklaring voor het wisselende beeld van schizofrenie en voor de vaststelling dat niet iedereen met een aanleg voor schizofrenie de ziekte in dezelfde mate ontwikkelt.
Belangrijker voor het dagelijks leven is echter dat het kwetsbaarheidsmodel wijst op mogelijke risicovolle levenswijzen of omstandigheden voor mensen met een verhoogde kwetsbaarheid.
Een stap verder nog ten slotte is dat het model aangeeft hoe kwetsbare personen mogelijk weerbaarder kunnen gemaakt worden. Men kan de draaglast verminderen, maar ook de draagkracht versterken. Zo wordt gesproken over vier ondersteunende pijlers of steunmuren: medicatie, individuele steun (psychotherapie, vaardigheidstraining, psycho-educatie), een steunende familie en een steunende ruimere omgeving. Het kwetsbaarheidsmodel vormt op deze manier de basis voor een multidisciplinaire aanpak van schizofrenie.

## Het kwetsbaarheid-stressmodel en andere psychische stoornissen
Het kwetsbaarheid-stressmodel wordt intussen ook gebruikt voor heel wat andere psychische stoornissen zoals bipolaire stoornis of depressie, en algemene kwetsbaarheid-stressmodellen werden ontwikkeld.